# Кано, Томоя
Томоя Кано (яп. 狩野智也; род. 14 июля 1973 в Осаке, Япония) — японский профессиональный шоссейный велогонщик, выступающий за команду «Gunma–Grifin Racing». Многократный призёр чемпионата Японии в индивидуальной гонке.

## Достижения
1999
Чемпионат Японии
3-й  Индивидуальная гонка
2001
2-й Тур Кореи
2-й Тур Хоккайдо
7-й Тур Японии
Чемпионат мира "B"
3-й  — групповая гонка
2002
Чемпионат Японии
2-й  Индивидуальная гонка
2-й Тур Хоккайдо
2003
2-й Тур Хоккайдо
2004
5-й Тур Японии
10-й Кубок Японии
2005
Чемпионат Японии
3-й  Индивидуальная гонка
4-й Тур Хоккайдо
6-й Тур Японии
2006
1-й  Тур Кумано
4-й Тур Японии
2007
Чемпионат Японии
3-й  Индивидуальная гонка
7-й Тур Восточной Явы
7-й Тур Хоккайдо
8-й Тур Японии
2008
Чемпионат Японии
3-й  Индивидуальная гонка
7-й Тур Восточной Явы
2010
8-й Тур Японии
8-й Тур Мартиники
8-й Тур Хоккайдо
9-й Тур Кумано
2011
6-й Тур Мартиники
2013
9-й Тур Восточной Явы